# Transconduttanza

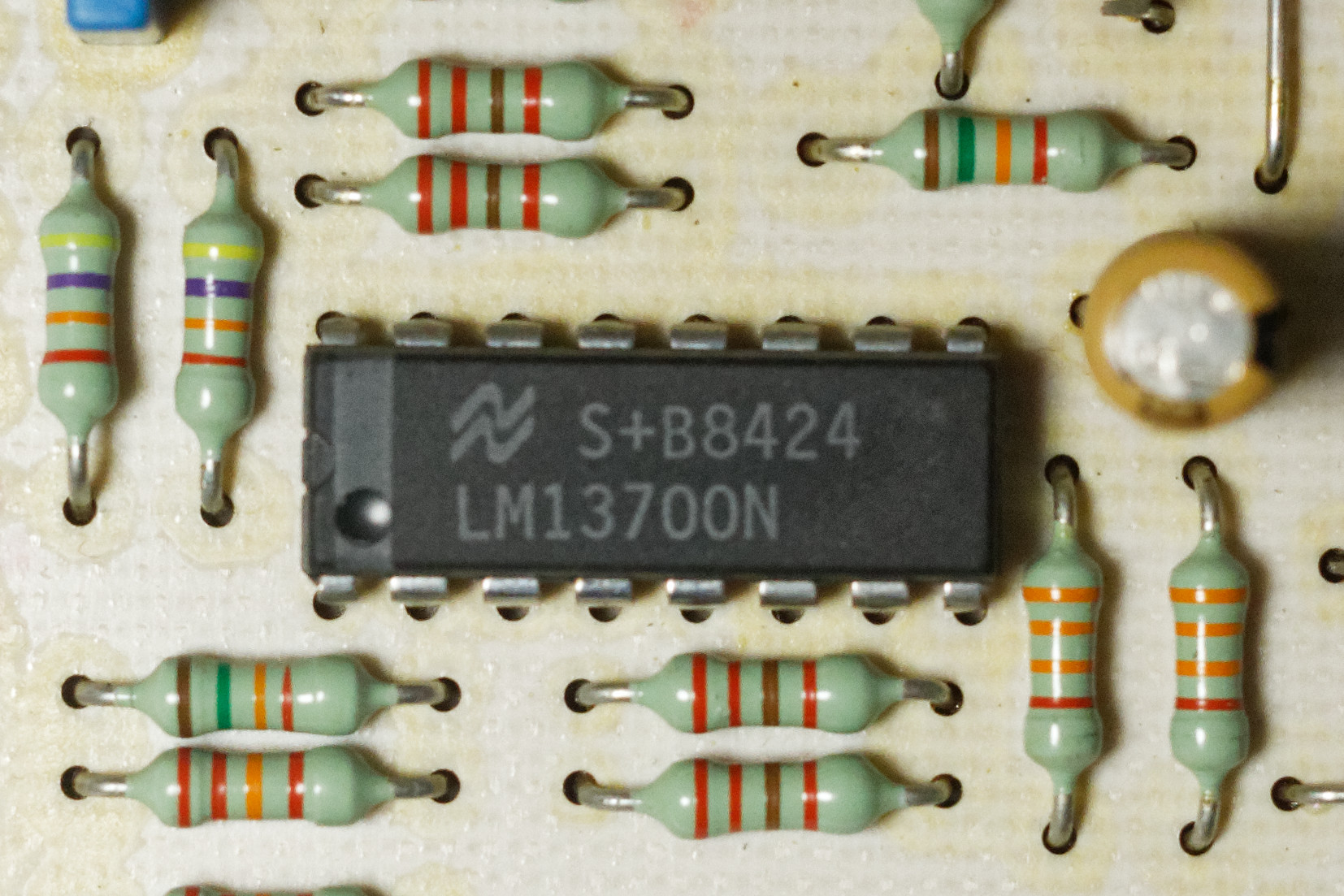
Un amplificatore a transconduttanza

La transconduttanza è una grandezza elettrica legata alla tensione in ingresso e la corrente in uscita di un dispositivo attivo, analogamente alla conduttanza è misurata in siemens. In corrente alternata la sua grandezza equivalente è la transammettenza, mentre le sue grandezze inverse sono la transresistenza e la transimpedenza.

## Definizione

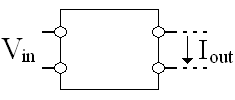
Dispositivo a transconduttanza

La transconduttanza è il rapporto tra la variazione della corrente di uscita e la variazione della tensione in ingresso.
{\displaystyle g_{m}={\Delta I_{\mathrm {out} } \over \Delta V_{\mathrm {in} }}}
Nel modello per piccoli segnali di un transistor a giunzione bipolare la transconduttanza assume valore:
{\displaystyle g_{m}={i_{\mathrm {out} } \over v_{\mathrm {in} }}}
Un circuito operazionale progettato per questa funzione, impiegato da anni è il LM3080. L'amplificatore di transconduttanza è un amplificatore nel quale la corrente di uscita è proporzionale alla tensione in ingresso. Un amplificatore di transconduttanza ideale ha resistenza d'ingresso e resistenza di uscita entrambe infinite.

## Descrizione

### Teorema dell'assorbimento della sorgente
Considerato un generatore di corrente {\displaystyle i_{\mathrm {out} }} controllato dalla caduta di tensione ai suoi capi {\displaystyle v_{\mathrm {in} }} allora la sua relazione costitutiva è {\displaystyle i_{\mathrm {out} }=g_{m}v_{\mathrm {in} }}. Può quindi essere sostituito nel circuito elettrico da una transconduttanza di valore:
{\displaystyle g_{m}={i_{\mathrm {out} } \over v_{\mathrm {in} }}}

### Transresistenza
la transresistenza è l'inverso della transconduttanza:
{\displaystyle r_{m}={\Delta V_{\mathrm {out} } \over \Delta I_{\mathrm {in} }}}
Un amplificatore di transresistenza è un amplificatore nel quale la tensione di uscita è proporzionale alla corrente di ingresso. Un amplificatore di transresistenza ideale ha resistenza in ingresso e in uscita entrambe uguali a zero.